# Люм'єр (кінотеатр, Івано-Франківськ)
Театр Кіно «Люм'єр» — відпочинковий комплекс в Івано-Франківську відкритий в червні 2006 року.
Названий на честь родоначальників кінематографу, братів Люм’єр. Що в перекладі з їх рідної французької значить світло.

## Історія

### Кінотеатр «Тон»
У 1895 році на площі Міцкевича постав будинок «Сокола» (культурно‑руханкове товариство). Зараз там розміщена дитяча бібліотека. У 1927 році «Сокіл» згорів. Оскільки будівля була застрахована, то поляки не тільки повністю відновили будинок, а ще й добудували до нього у 1929 році кінотеатр «Тон». Це був перший звуковий кінотеатр в Станіславові,— буквально через два роки після офіційної появи живого кіно (перший звуковий фільм «Співак джазу» у США вийшов 6 жовтня 1927 року).
Під час нацистської окупації кінотеатр «Тон» перейменовано на «Вікторію» та оголошено нім. «nur fuer Deutsche» — лише для німців.
З 1945 році кінотеатр «Тон» отримав нову назву — «кінотеатр імені І. Франка».
У другій половині 1990-тих кінотеатр Франка закрили.

## Будівля
(вул. Грушевського, 3)
Чотирьох поверховий будинок кінотеатру зведений в стилі, останньому із великих, — Арт Деко у 1929 р. Характерними ознаками стилю є: глянець та металевий блиск, використання фактурних поверхонь і орнаментів древніх культур. В цьому ж стилі виконаний інтер'єр.
Головною прикрасою фасаду будинку є вісім 10-ти метрових колон, які є частиною стіни від другого поверху до даху.

## Інфраструктура
В кінотеатрі діють 4 зали: «Смарагдовий» (247 місць), «Рубіновий» (128 місць, VIP-зона з окремим входом), «Агатовий» (72 місця) та «Графітовий» (41 місце).

### Кафе
Кав’ярня «Зерно істини» із залом для тих, хто не палить (24 місця) та залом для тих, хто палить (40 місць) на 1-му поверсі.
«Пивне кафе» з літньою терасою на 2-му поверсі.
Кінобар «Сінема» із залом для тих, хто не палить (40 місць) на 3-му поверсі.
Кав’ярня "Grand Cafe".

### Обладнання
- крісла — ортопедичні крісла підвищеної комфортності компанії «Euroseating» (Іспанія);
- звук — семиканальна звукова система компанії Dolby Laboratories (Велика Британія);
- акустика — акустичні системи фірми JBL (США);
- проектор — американської фірми Cristie (США).